# Komunitaryzm
Komunitaryzm (lub komunitarianizm) – nurt we współczesnej filozofii polityki, podkreślający ważność i wartość wspólnot w społecznym życiu człowieka. Narodził się jako odpowiedź na proceduralny liberalizm sformułowany przez Johna Rawlsa w książce Teoria sprawiedliwości (wyd. 1971, wyd. pol. 1994) oraz na kryzys kapitalizmu w drugiej połowie XX wieku.
Komunitaryzm traktuje jednostkę nie jako abstrakcyjne indywiduum, lecz zawsze jako część otaczającej ją wspólnoty/wspólnot (rodzina, grupa sąsiadów, grupa zawodowa, wspólnota religijna itp.). Podkreśla się znaczenie tradycji i społecznego kontekstu w dokonywaniu ocen moralnych, przez co zarzuca się niekiedy tej koncepcji relatywizm.
Komunitaryzm przez jednych jest uważany za nurt alternatywny wobec liberalizmu, przez innych zaś za jeden z nurtów liberalizmu bądź jako nurt blisko spokrewniony z republikanizmem w filozofii polityki. Wśród komunitarian są zarówno myśliciele o poglądach prawicowych, jak i lewicowych.
Komunitaryzm powstał i jest popularny (głównie jako model metodologiczny) w Stanach Zjednoczonych. Został przyjęty także wśród myślicieli europejskich. Główne założenia nurtu zostały wyrażone w manifeście pod tytułem Komunitariańska Platforma Programowa. Społeczeństwo Responsywne: Prawa i Obowiązki. Najbardziej znani przedstawiciele tego nurtu to Amitai Etzioni, Charles Taylor (Źródła podmiotowości), Michael Walzer (Sfery sprawiedliwości), Alasdair MacIntyre (Dziedzictwo cnoty), Robert Putnam (Samotna gra w kręgle), Robert Bellah (Skłonności serca. Indywidualizm i zaangażowanie po amerykańsku), Michael Sandel (Liberalizm a granice sprawiedliwości) czy Patrick Hunout (The Erosion of the Social Link in the Economically Advanced Countries).